# Letnie Mistrzostwa Bułgarii w Skokach Narciarskich 2019
Letnie Mistrzostwa Bułgarii w Skokach Narciarskich 2019 – zawody mające na celu wyłonić letniego mistrza Bułgarii. Mistrzostwa rozegrane zostały 14 września w rumuńskim Râșnovie. Skakano w trzech kategoriach wiekowych: juniorzy, młodzież starsza oraz młodsza. Najmłodsza kategoria wiekowa dodatkowo została podzielona na rywalizację mężczyzn oraz kobiet.
Wśród sędziów oceniających skoki zawodników znaleźli się były reprezentant Bułgarii w skokach narciarskich Georgi Żarkow, a także dawniej reprezentujący Rumunię Florin Spulber i Remus Tudor.
W najstarszej kategorii wiekowej triumfował Wiktor Christow pokonując o ponad dwa punkty Krasimira Simitczijskiego sklasyfikowanego na drugiej pozycji. Trzecie miejsce zajął Iwan Sławkow, a poza podium uplasował się Dobromir Taszkow straciwszy do podium ponad dziewięć punktów.
W pozostałych kategoriach zwyciężali kolejno Iwajło Dimitrow oraz Georgi Karadżinow. Wśród kobiet najlepsza była Jana Balkanska.

## Wyniki

### Juniorzy – 14 września 2019 – HS71
| Msc. | Zawodnik              | Klub       | I seria | II seria | Punkty |
| ---- | --------------------- | ---------- | ------- | -------- | ------ |
| 1.   | Wiktor Christow       | SK Witosza | 58,0 m  | 59,0 m   | 186,6  |
| 2.   | Krasimir Simitczijski | SK Riłski  | 64,0 m  | 62,0 m   | 184,2  |
| 3.   | Iwan Sławkow          | SK Witosza | 53,0 m  | 51,0 m   | 141,9  |
| 4.   | Dobromir Taszkow      | SK Witosza | 50,0 m  | 51,0 m   | 132,7  |

### Młodzież starsza – 14 września 2019 – HS38
| Msc. | Zawodnik        | Klub       | I seria | II seria | Punkty |
| ---- | --------------- | ---------- | ------- | -------- | ------ |
| 1.   | Iwajło Dimitrow | SK Samokow | 29,5 m  | 27,5 m   | 163,2  |
| 2.   | Kamen Sotirow   | SK Samokow | 22,5 m  | 22,5 m   | 108,0  |
| 3.   | Nikołaj Kolew   | SK Samokow | 24,0 m  | 20,5 m   | 83,7   |

### Młodzież młodsza – 14 września 2019 – HS17
| Msc. | Zawodnik          | Klub       | I seria | II seria | Punkty |
| ---- | ----------------- | ---------- | ------- | -------- | ------ |
| 1.   | Georgi Karadżinow | SK Samokow | 15,5 m  | 16,0 m   | 210,2  |
| 2.   | Bożidar Wezenkow  | Bojana     | 12,5 m  | 14,0 m   | 189,7  |
| 3.   | Martin Widenow    | Bojana     | 12,0 m  | 12,5 m   | 180,1  |
| 4.   | Simeon Nikołow    | SK Samokow | 12,5 m  | 13,5 m   | 175,8  |
| 5.   | Lazar Ignatow     | Bojana     | 12,0 m  | 11,5 m   | 172,8  |
| 6.   | Martin Christow   | Bojana     | 10,5 m  | 11,0 m   | 161,2  |
| 7.   | Danaił Pawłowicz  | Bojana     | 11,0 m  | 10,0 m   | 157,3  |

| Msc. | Zawodniczka    | Klub       | I seria | II seria | Punkty |
| ---- | -------------- | ---------- | ------- | -------- | ------ |
| 1.   | Jana Bałkanska | Bojana     | 9,5 m   | 8,0 m    | 140,0  |
| 2.   | Mateja Gotewa  | Bojana     | 7,5 m   | 8,0 m    | 106,4  |
| 3.   | Darina Żarkowa | SK Samokow | 7,0 m   | 8,0 m    | 106,0  |